# Bonez MC
Džon Lorenc Mozer (Hamburg, 23. decembar 1985), poznatiji kao Bonez MC, nemački je denshol i hip-hop umetnik i producent. Član je nemačkog sastava 187 Strassenbande koji pored njega, čine i Gzuz, LX, SA4, i Maxwell.

## Počeci i grupa
Bonez se pojavio 2006. godine kao član novonastale rep i hip-hop grupe 187 Strassenbande, kada je izdat njihov prvi album.
Svoj solo album Bonez je izdao 2008. godine pod nazivom Mehr geht nicht, gde se pojavljuju gosti kao što su Gzuz, SA4, Chisliscote, Caine i drugi. Za razliku od ovog prvog solo albuma koji je sadržao 21 pesmu, drugi Bonezov solo album, objavljen 2009. je sadržao samo tri numere, a zove se Freetracks & Exclusives.
Sledeći album se izlazi 16.novembra 2012. godine pod nazivom Krampfhaft Kriminell. Grupa 187 čiji je Bonez MC stalni član, objavljuje albume Die Zweite DVD iz 2009., Der Sampler 2 iz 2011, Der Sampler 3 iz 2015, 187 Allstars EP iz 2016, Der Sampler 4 iz 2017.

## Karijera danas
Bonez MC je veoma nagrađivan muzičar u Nemačkoj, Austriji i Švajcarskoj. Vrhove top lista tih zemalja osvaja sa reperom Raf Kamorom sa kojim je 2016. godine objavio zajednički album pod nazivom Palmen aus Plastik, koji sadrži 20 pesama od kojih su se izdvojile pesme kao što su Palmen aus Plastik, Ohne mein team i Mörder. Taj album je bio na prvom mestu muzičkih top lista u Nemačkoj i Češkoj, a na drugom mestu u Austriji.
Bonez i Raf su u oktobru 2018. objavili novi album Palmen aus Plastik 2, sa kojeg se izdvajaju numere 500 PS, Risiko i Kokain sa reperom Gzuzom, koji je takođe deo grupe 187 Strassenbande. Taj album sadrži 15 numera.